# Moonfall
Moonfall – amerykański fantastycznonaukowy film katastroficzny z 2022 roku w reżyserii Rolanda Emmericha. Zdjęcia kręcono w Montrealu.

## Fabuła
Tajemnicza siła wybija Księżyc z orbity i posyła go na kurs kolizyjny z Ziemią. Grupa astronautów wyrusza w kosmos, by zapobiec katastrofie.

## Obsada
- Halle Berry jako Jocinda Fowler
- Patrick Wilson jako Brian Harper
- John Bradley jako K.C. Houseman
- Michael Peña jako Tom Lopez
- Charlie Plummer jako Sonny Harper
- Kelly Yu jako Michelle
- Donald Sutherland jako Holdenfield
- Eme Ikwuakor jako General Doug Davidson
- Carolina Bartczak jako Brenda Harper
- Maxim Roy jako Gabriella Auclair
- Frank Schorpion jako General Jenkins
- Stephen Bogaert jako Albert Hutchings
- Andreas Apergis jako Lieutenant Colonel Reed
- Kathleen Fee jako Elaine Houseman